# Cerkiew Świętych Braci Machabeuszy w uroczysku Krynoczka
Cerkiew pod wezwaniem Świętych Braci Machabeuszy – prawosławna cerkiew-sanktuarium w uroczysku Krynoczka. Należy do parafii Zaśnięcia Przenajświętszej Bogurodzicy w Dubinach, w dekanacie Hajnówka diecezji warszawsko-bielskiej Polskiego Autokefalicznego Kościoła Prawosławnego.

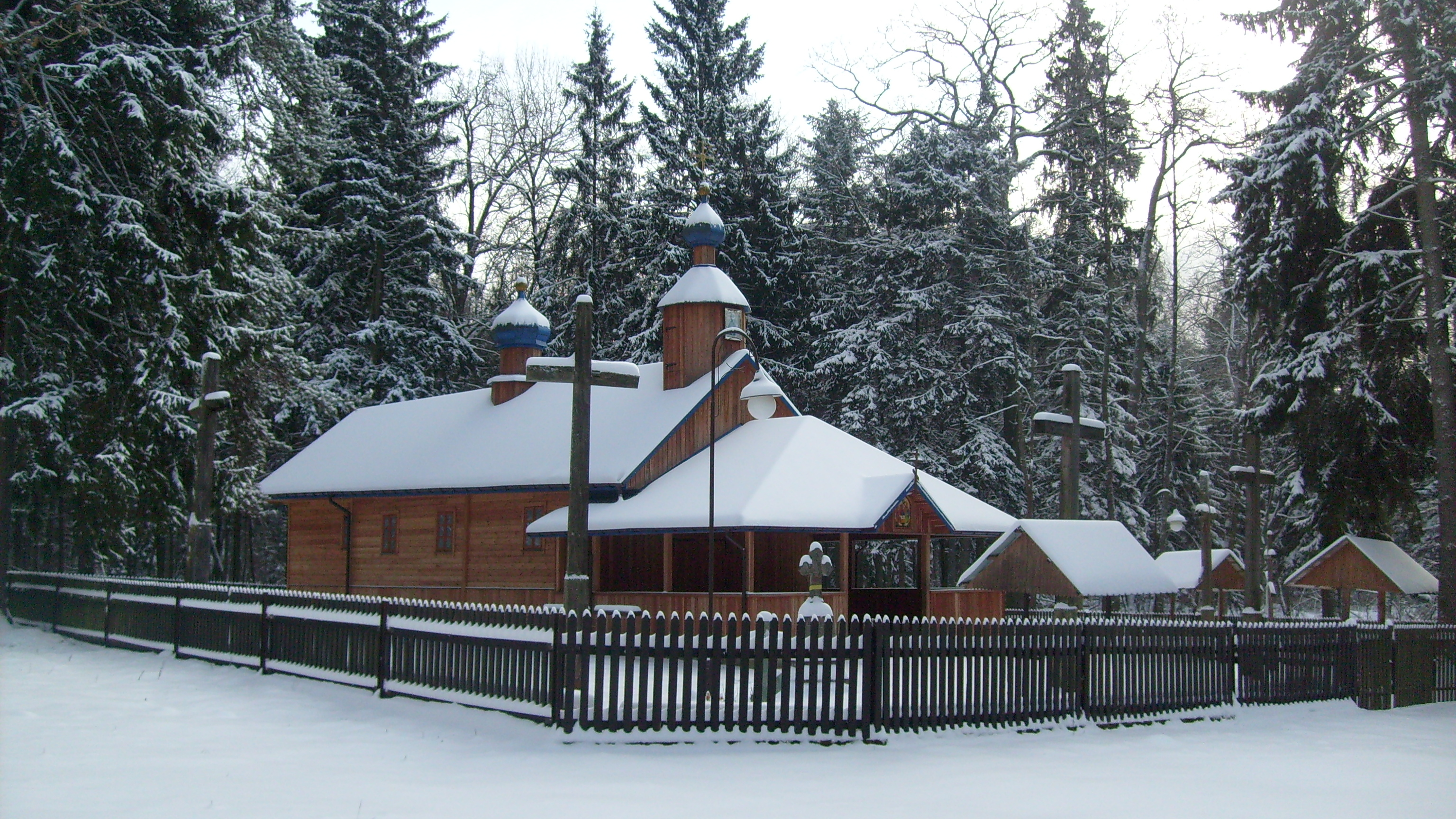
Cerkiew w zimowej aurze

Świątynię zbudowano w 1846 w pobliżu otoczonego kultem źródełka, znajdującego się w Puszczy Białowieskiej, około 3 km na wschód od Hajnówki.
Cerkiew Świętych Braci Machabeuszy jest budowlą drewnianą, o konstrukcji zrębowej, orientowaną, jednonawową. Od frontu obszerny, zadaszony ganek. Prezbiterium mniejsze od nawy, zamknięte prostokątnie, z boczną zakrystią. Dachy blaszane. Nad nawą dwie wieżyczki (wyższa od frontu), zwieńczone baniastymi hełmami. Po 1989 dobudowano od frontu przedsionek.
Świątynia jest celem wielu prawosławnych pielgrzymek.
Cerkiew wpisano do rejestru zabytków 2 marca 2017 pod nr 606.

## Życie liturgiczne w sanktuarium
Nabożeństwa w sanktuarium odbywają się w szczególności:
- we wtorek, trzeciego dnia prawosławnej Wielkanocy; są to jednocześnie pierwsze nabożeństwa w każdym kolejnym roku kalendarzowym:
  - rano o godzinie 9:00 – Jutrznia, Św. Liturgia i Oświęcenie Wody przy studni
  - wieczorem o godzinie 17:00 – Całonocne czuwanie (Wsienoszcznoje bdienije)
  - od godziny 22:00 czytane są akatysty: ku czci Świętej Trójcy, świętych Braci Machabeuszy i za zmarłych
- trzeciego dnia Pięćdziesiątnicy (wtorek): 
  - o godzinie 3:00 nad ranem pierwsza Liturgia
  - godzinie 10:00 główna Św. Liturgia (celebrowana przez biskupa)
- 13 sierpnia, w przeddzień uroczystości Świętych Braci Machabeuszów, o godz. 17:00 odprawiane jest Całonocne czuwanie z wyniesieniem Świętego Krzyża
- 14 sierpnia (według starego stylu 1 sierpnia) – w uroczystość Świętych Braci Machabeuszy
- 26 września – Całonocne czuwanie o godz. 17:00 lub 16:00
- 27 września (według starego stylu 14 września) – w uroczystość Podwyższenia Krzyża Świętego
- w okresie letnim w każdą niedzielę rano o godz. 9:00 odprawiana jest Św. Liturgia, a o godzinie 17:00 czytane są akatysty; nabożeństwa te odprawiane są do święta  Podwyższenia Krzyża Świętego
- w każdą pierwszą niedzielę miesiąca czytany jest akatyst ku czci ikony Bogurodzicy Nieupiwajemaja czasza.